# 120
120 a fost un an bisect din calendarul iulian. 

## Nașteri
- dată necunoscută: Lucian din Samosata satirist sirian (d. ?)

## Decese
- Ban Zhao, istoric și filosof chinez (n. 45);
- Matia al Ierusalimului, episcop al Ierusalimului;
- Plutarh, istoric grec (n. 40).